# Szczelina w Bramie Kobylańskiej
Szczelina w Bramie Kobylańskiej – szczelina w skale Bramy Kobylańskiej we wsi Kobylany, w gminie Zabierzów, w powiecie krakowskim, w województwie małopolskim. Znajduje się w skale Ponad Gnój Turnia, położonej w wylocie Doliny Kobylańskiej, w jej orograficznie prawym zboczu, tuż nad potokiem Kobylanka. Pod względem geograficznym jest to obszar Wyżyny Olkuskiej wchodzący w skład Wyżyny Krakowsko-Częstochowskiej.
Szczelina znajduje się u podstawy wschodniej ściany turni zbudowanej z wapieni pochodzących z jury późnej. Nie ma szaty naciekowej, a jej dno zalega skalny rumosz. Jest sucha i w całości oświetlona światłem słonecznym. Na ścianach otworu rozwijają się mchy, porosty, glony, paprocie zanokcica skalna i zanokcica murowa oraz pokrzywy. Nie obserwowano zwierząt.
Zapewne znana była od dawna. W piśmiennictwie po raz pierwszy wzmiankowali ją w 1983 r. K. Baran i T. Opozda w przewodniku wspinaczkowym. Dokumentację i plan jaskini sporządził J. Nowak w grudniu 2003 roku.

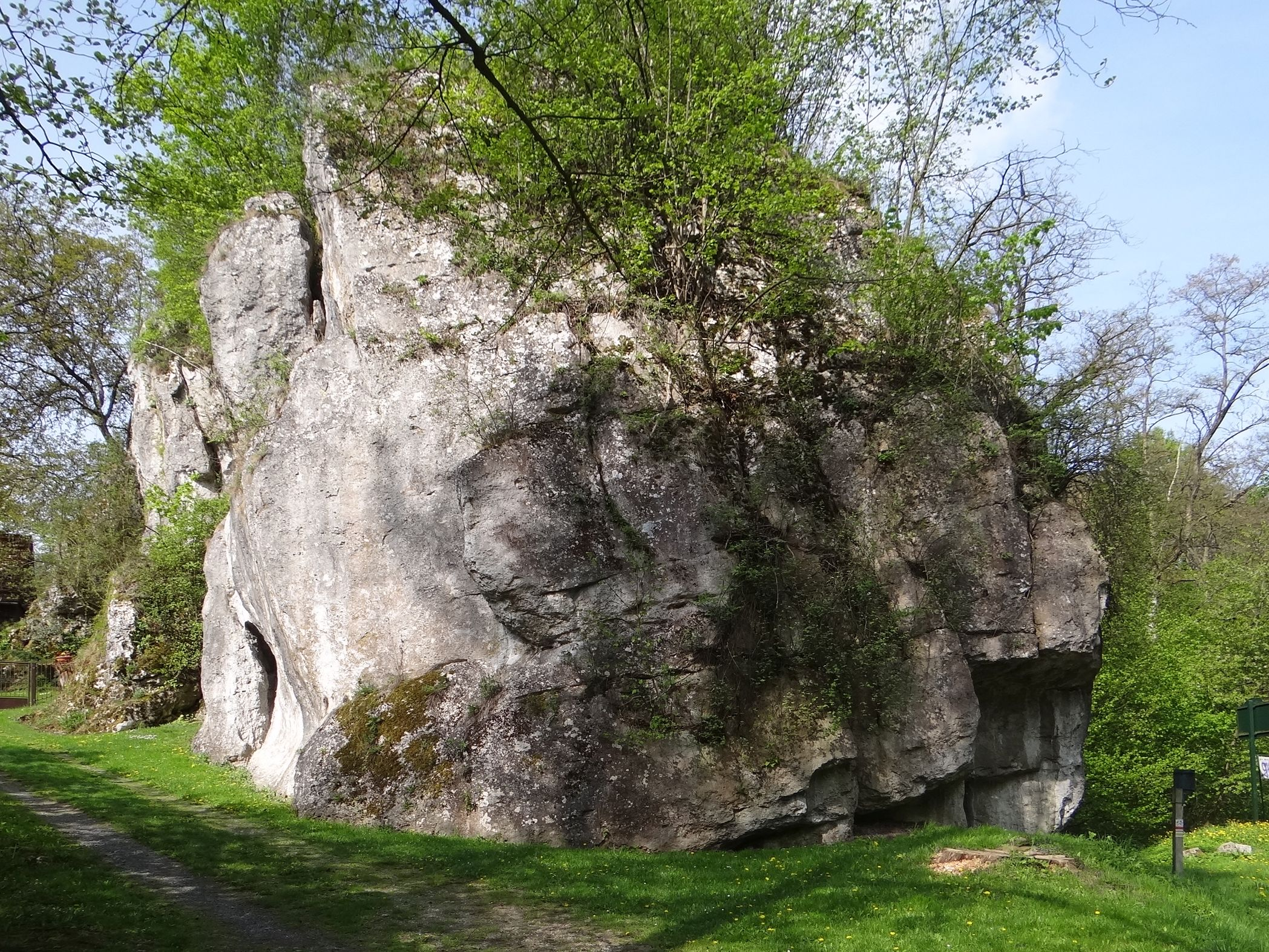
Ponad Gnój Turnia
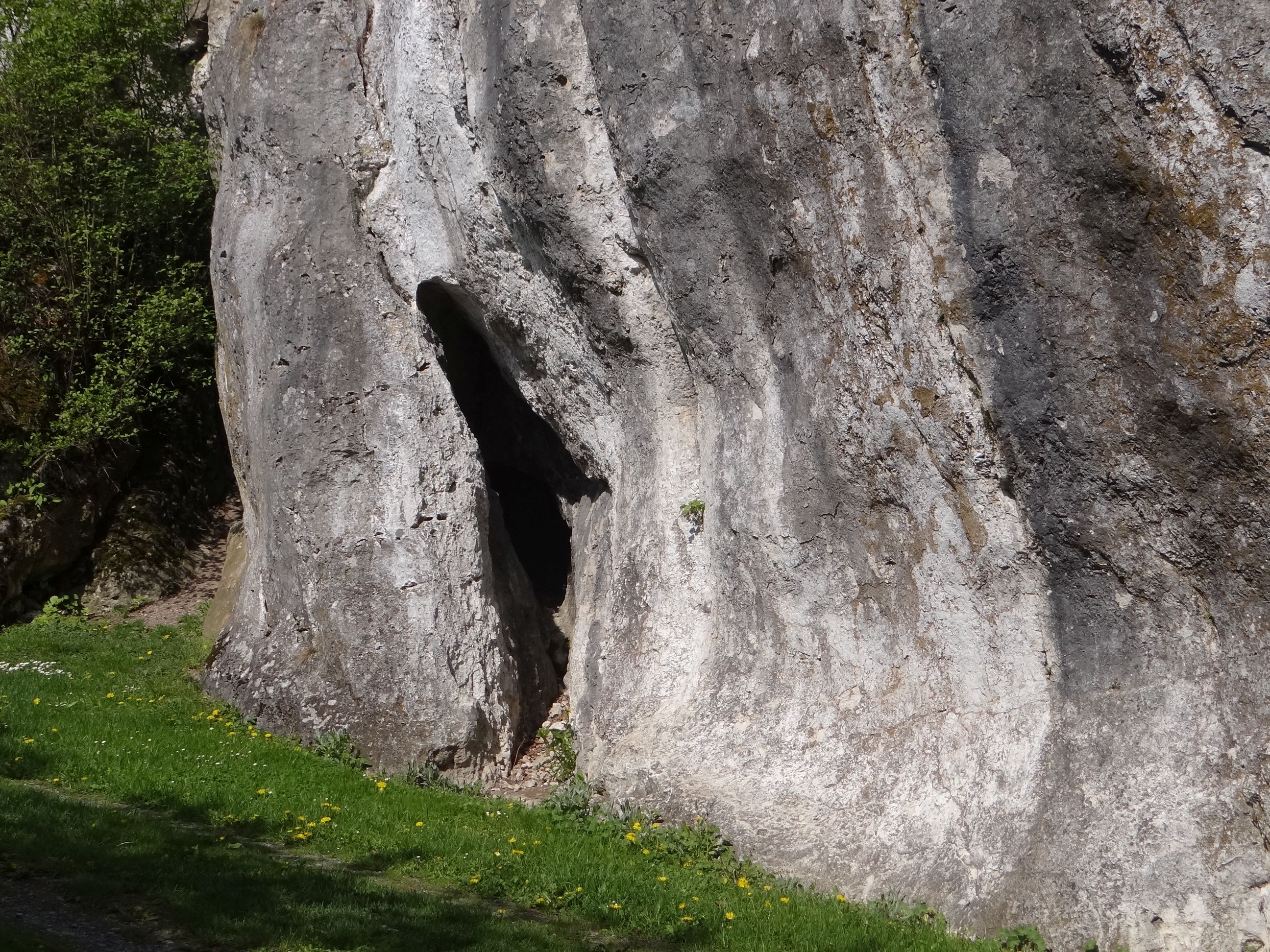
Otwór
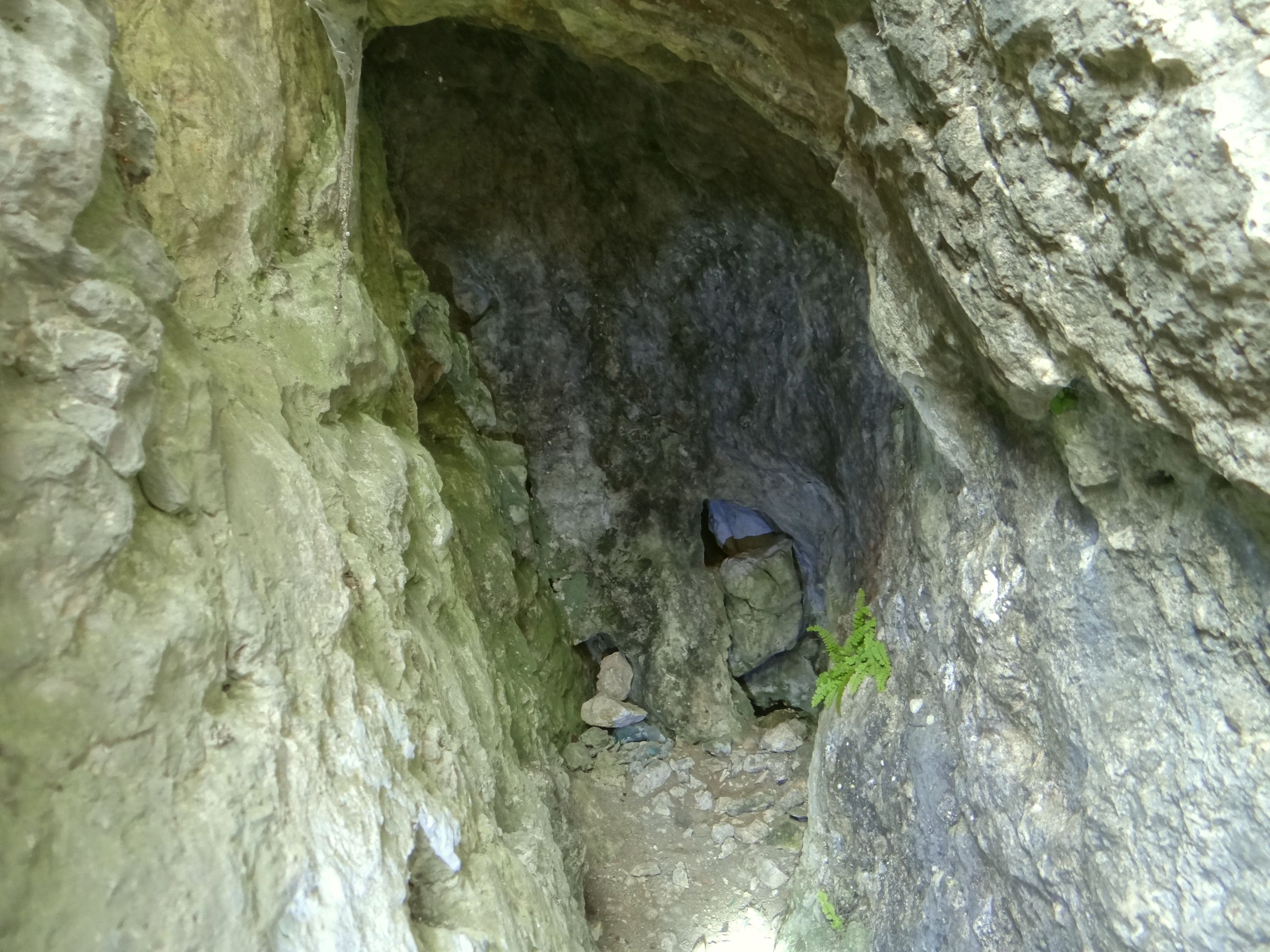
Wnętrze

W tej samej ścianie Ponad Gnój Turni, w odległości kilku metrów po lewej stronie znajduje się jeszcze otwór Jaskini w Bramie Kobylańskiej.